# Tetroxid de ruteniu
Tetroxidul de ruteniu (de asemenea oxid de ruteniu (VIII)) este un compus anorganic cu formula RuO4. Este un lichid incolor, dar majoritatea eșantioanelor sunt negre din cauza impurităților și este volatil. Un compus analog, tetroxidul de osmiu (OsO4) este mai răspândit și mai bine cunoscut. Unul dintre solvenții în care se dizolvă tetroxidul de ruteniu este tetraclorura de carbon (CCl4). Reacționează violent cu unele substanțe organice. 

## Obținere
RuO4 se obține prin oxidarea clorurii de ruteniu (III) cu periodat de sodiu (NaIO4);
8 Ru3+(aq) + 5 IO4−(aq) + 12 H2O(l) → 8 RuO4(s) + 5 I−(aq) + 24 H+(aq)
Se poate obține și prin oxidarea cu clor a soluțiilor de rutenați: 
K2RuO4 + Cl2 → RuO4 + 2 KCl